# Calyptothecium
Calyptothecium là một chi rêu trong họ Pterobryaceae.